# Bascapè
Bascapè é uma comuna italiana da região da Lombardia, província de Pavia, com cerca de 1.504 habitantes. Estende-se por uma área de 13 km², tendo uma densidade populacional de 116 hab/km². Faz fronteira com Carpiano (MI), Casaletto Lodigiano (LO), Caselle Lurani (LO), Cerro al Lambro (MI), Landriano, Torrevecchia Pia, Valera Fratta (LO).

## Demografia
| Variação demográfica do município entre 1861 e 2011                               |
|                                                                                   |
| Fonte: Istituto Nazionale di Statistica (ISTAT) - Elaboração gráfica da Wikipedia |